# Doomsday (Juice Wrld e Cordae)
Doomsday è un singolo dei rapper statunitensi Juice Wrld e Cordae, pubblicato il 23 giugno 2023 come primo estratto della compilation di Lyrical Lemonade All Is Yellow.

## Antefatti
Il brano è stato prodotto da Cole Bennett di Lyrical Lemonade e contiene dei campionamenti del singolo Role Model di Eminem.

## Doomsday Pt. 2
Il 26 gennaio 2024, giorno di uscita dell'album All Is Yellow, viene pubblicato il singolo Doomsday Pt. 2, un sequel di Doomsday cantato interamente da Eminem: il brano è una diss track nei confronti del rapper Benzino, con cui venne coinvolto in una faida nel 2003.
Due giorni dopo, in risposta al brano, Benzino pubblica il singolo Rap Elvis. La canzone venne scritta da un ghostwriter, che si è successivamente rivelato essere il rapper Ness Lee.

## Classifiche

### Classifiche settimanali
| Classifica (2023) | Posizione massima |
| ----------------- | ----------------- |
| Canada            | 49                |
| Nuova Zelanda     | 3                 |
| Regno Unito       | 92                |
| Stati Uniti       | 58                |